# Schtschaslywe (Boryspil)
Schtschaslywe (ukrainisch Щасливе; russisch Счастливое Stschastliwoje) ist ein Dorf in der ukrainischen Oblast Kiew mit etwa 5300 Einwohnern (2023).

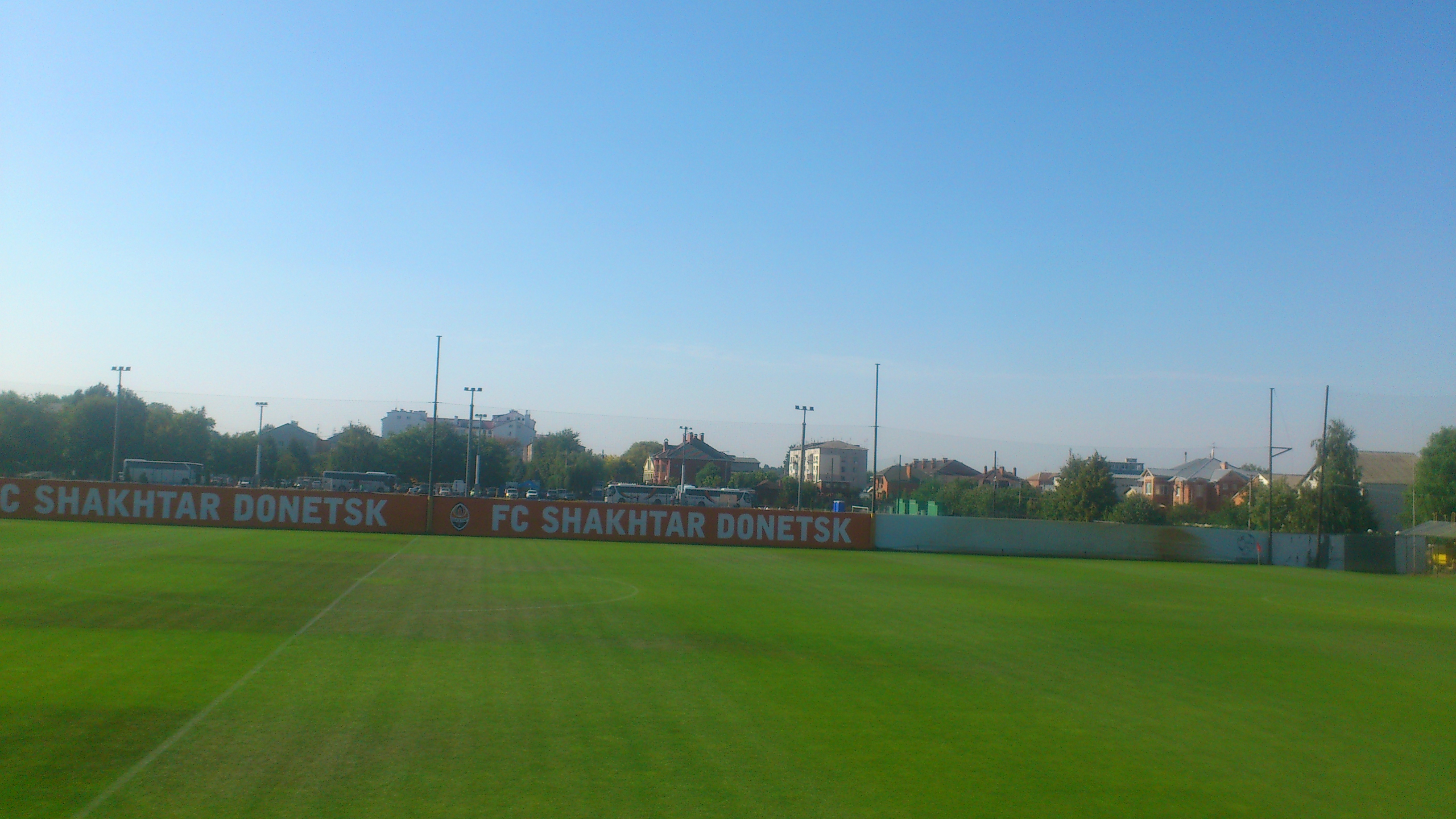
Stadion im Ort

Das 1969 gegründete Dorf liegt am Stadtrand von Kiew, 27 km südöstlich dessen Stadtzentrums und 14 km westlich vom Rajonzentrum Boryspil an der Fernstraße M 03.

## Verwaltungsgliederung
Am 12. Juni 2020 wurde das Dorf zum Zentrum der neugegründeten Landgemeinde Prystolytschna (Пристолична сільська громада/Prystolytschna silska hromada). Zu dieser zählen auch die sieben in der untenstehenden Tabelle aufgelisteten Dörfer, bis dahin bildete es zusammen mit dem Dorf Prolisky (ukrainisch Проліски) die gleichnamige Landratsgemeinde Schtschaslywe (Щасливська сільська рада/Schtschaslywska silska rada) im Nordwesten des Rajons Boryspil.
Der Name Prystolytschna bedeutet "bei der Hauptstadt" oder "hauptstadtnah" und bezieht sich auf die Nähe zur westlich gelegenen Hauptstadt Kiew (Столиця Київ).
Folgende Orte sind neben dem Hauptort Schtschaslywe Teil der Gemeinde:
| Name                     | Name                 | Name                                          |
| ukrainisch transkribiert | ukrainisch           | russisch                                      |
| ------------------------ | -------------------- | --------------------------------------------- |
| Besuhliwka               | Безуглівка           | Безугловка (Besuglowka)                       |
| Dudarkiw                 | Дударків             | Дударков (Dudarkow)                           |
| Mala Oleksandriwka       | Мала Олександрівка   | Малая Александровка (Malaja Alexandrowka)     |
| Prolisky                 | Проліски             | Пролески (Proleski)                           |
| Sajmyschtsche            | Займище              | Займище (Saimischtsche)                       |
| Tschubynske              | Чубинське            | Чубинское (Tschubinskoje)                     |
| Welyka Oleksandriwka     | Велика Олександрівка | Великая Александровка (Welikaja Alexandrowka) |